# Kleine viltmuts
Kleine viltmuts (Pogonatum nanum) is een soort uit het geslacht viltmuts (Pogonatum). Hij groeit op lemige standplaatsen, vooral waar vers leem aan de oppervlakte komt, bijv. bij graafwerkzaamheden in groeven. 

## Determinatie
Hij heeft 0,5–1 cm lange stengels met spiraalvormig uitstekende (of gebogen als het droog is) 3-4 mm lange bladeren. Deze hebben een gladde rand, maar zijn ruw op de zitting, hebben een smalle tongvormige rand en zijn wat vloeibaar. Dwergviltmutsmos rijst op uit de laaglanden tot een hoogte van 2000 m. De seta (kapselsteel) is 0,8–1,5 cm lang en komt voort uit de punt van elke stengel. Het sporenkapsel is hooguit licht hellend en heeft een opening die wordt afgesloten door een vlies. Boven de opening, die zo is afgesloten, zit nog een dikke, 'vilten muts'. Sporenrijping vindt plaats in de winter.
Deze soort is het gemakkelijkst te onderscheiden van gewone viltmuts aan de kortere en bolronde theca. Bij gewone viltmuts is ze langwerpiger. Kapsels zijn bij beide soorten meestal wel aanwezig.

## Ecologie
De soort groeit op kalkarme of kalkloze ondergronden die gedurende een langere periode van de dag zonlicht krijgen. Het mos houdt van matig vochtige of droge grond en koloniseert daarom vaak scheuren in de grond aan ravijnen of bosranden.
Kleine viltmuts geeft net als gewone viltmuts de voorkeur aan lemige standplaatsen, maar kleine viltmuts prefereert naar verhouding net iets kalkrijkere substraten. 

### Syntaxonomie
In de syntaxonomie staat kleine viltmuts te boek als kensoort voor het viltmuts-verbond (Pogonation).

## Verspreiding
Kleine viltmuts is in Nederland zeldzaam. De soort komt alhier vooral voor op de hogere zandgronden.

## Fotogalerij

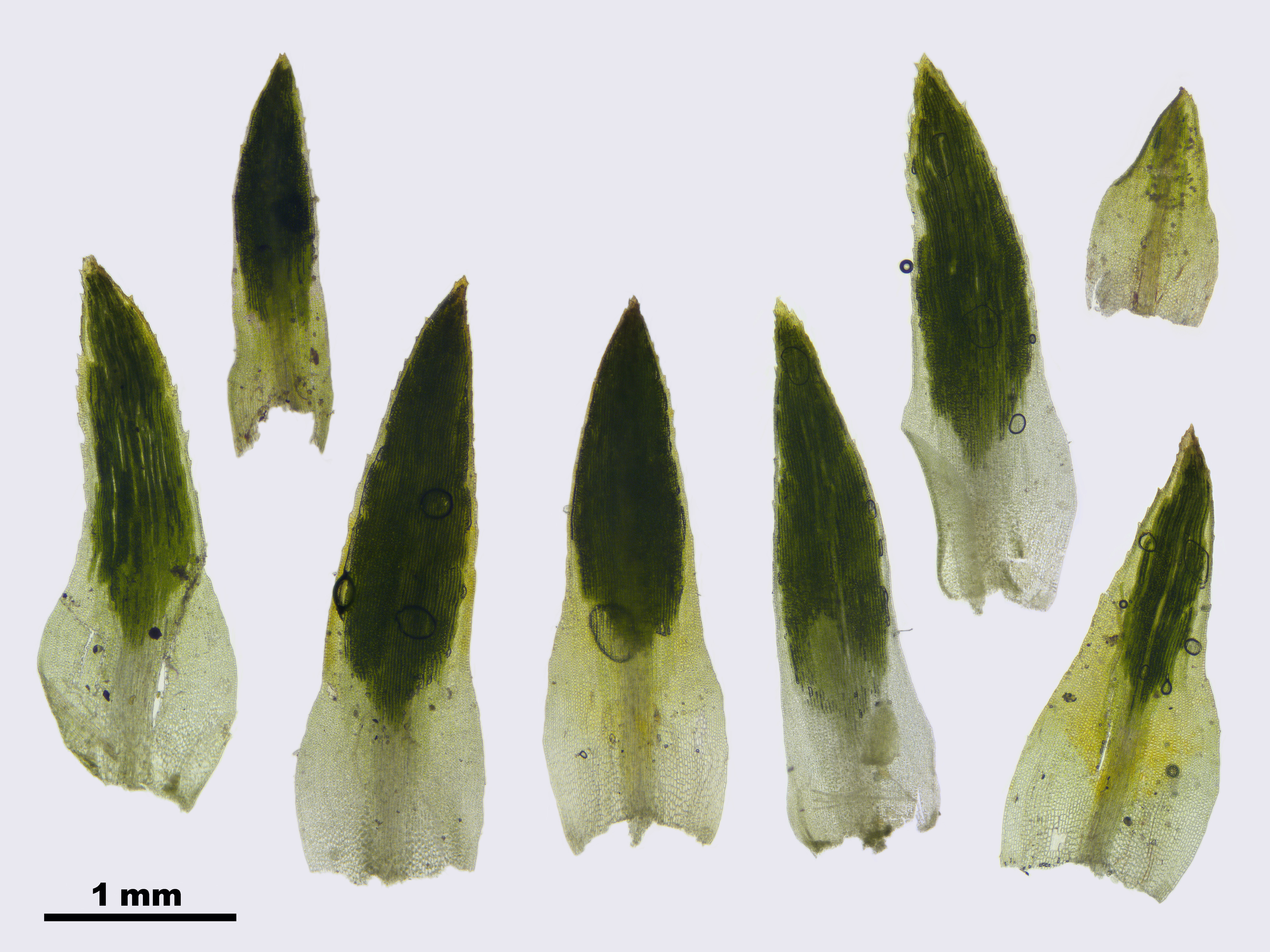
Bladeren
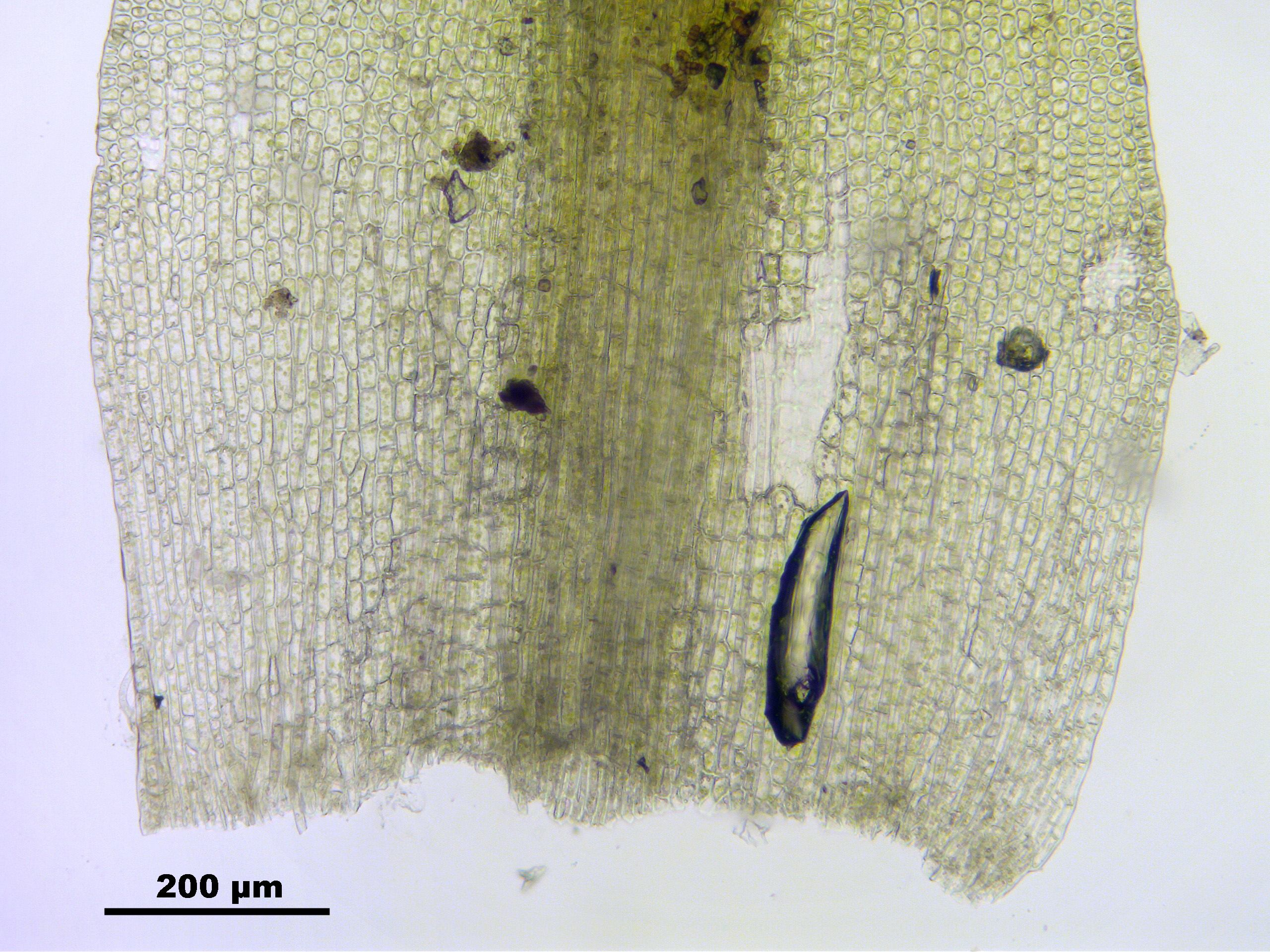
Bladvoet
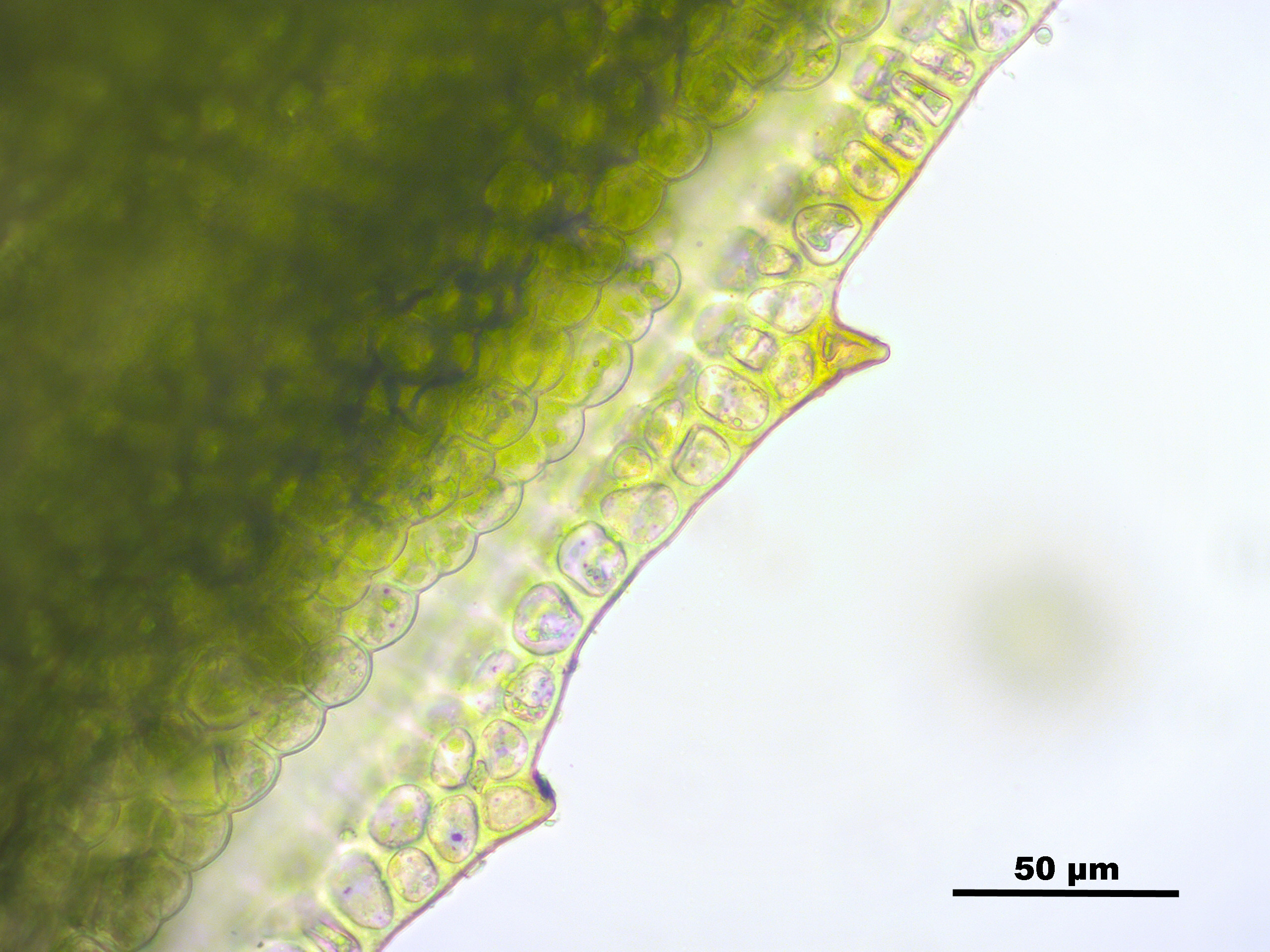
Bladrand
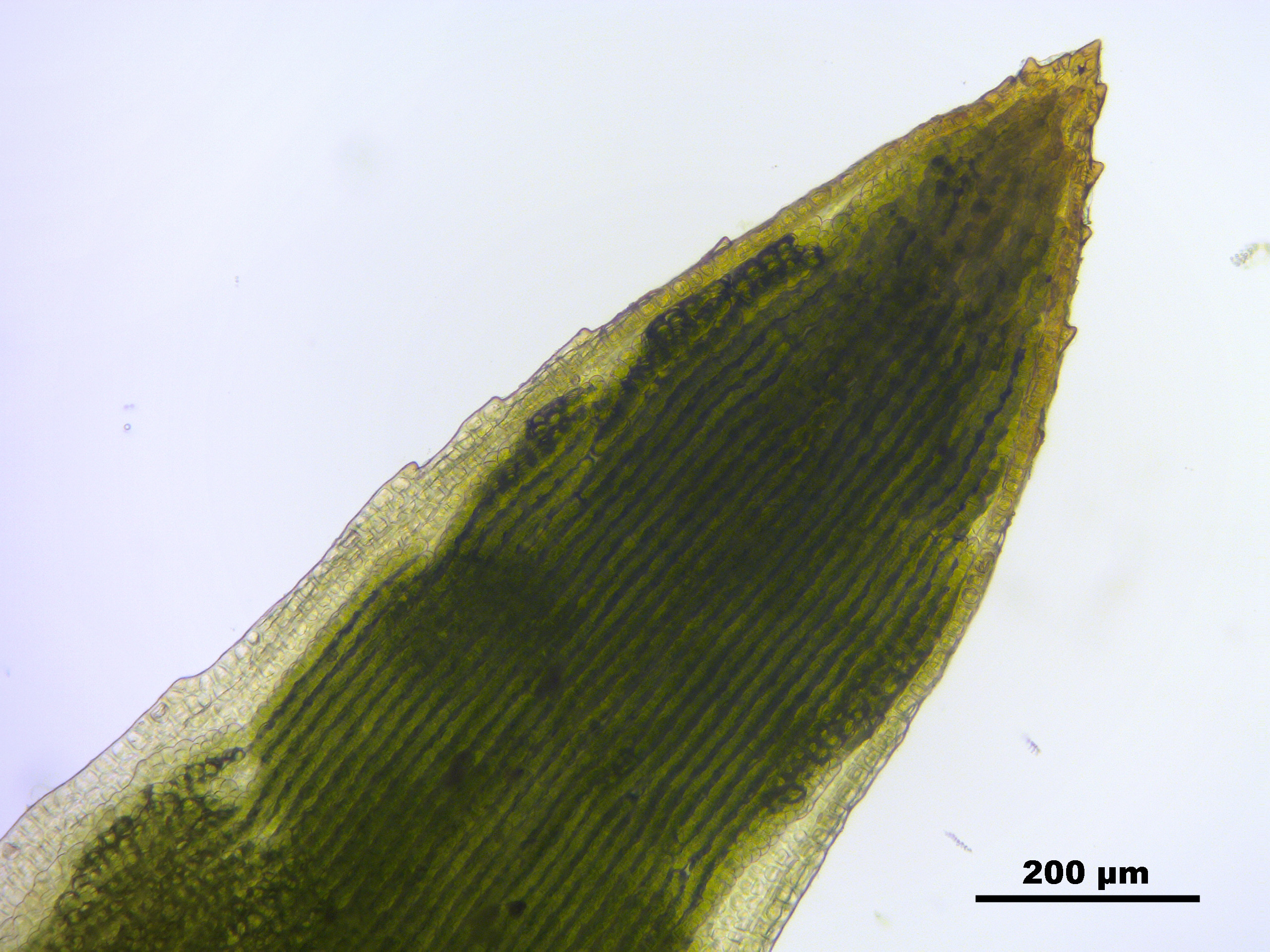
Bladtop
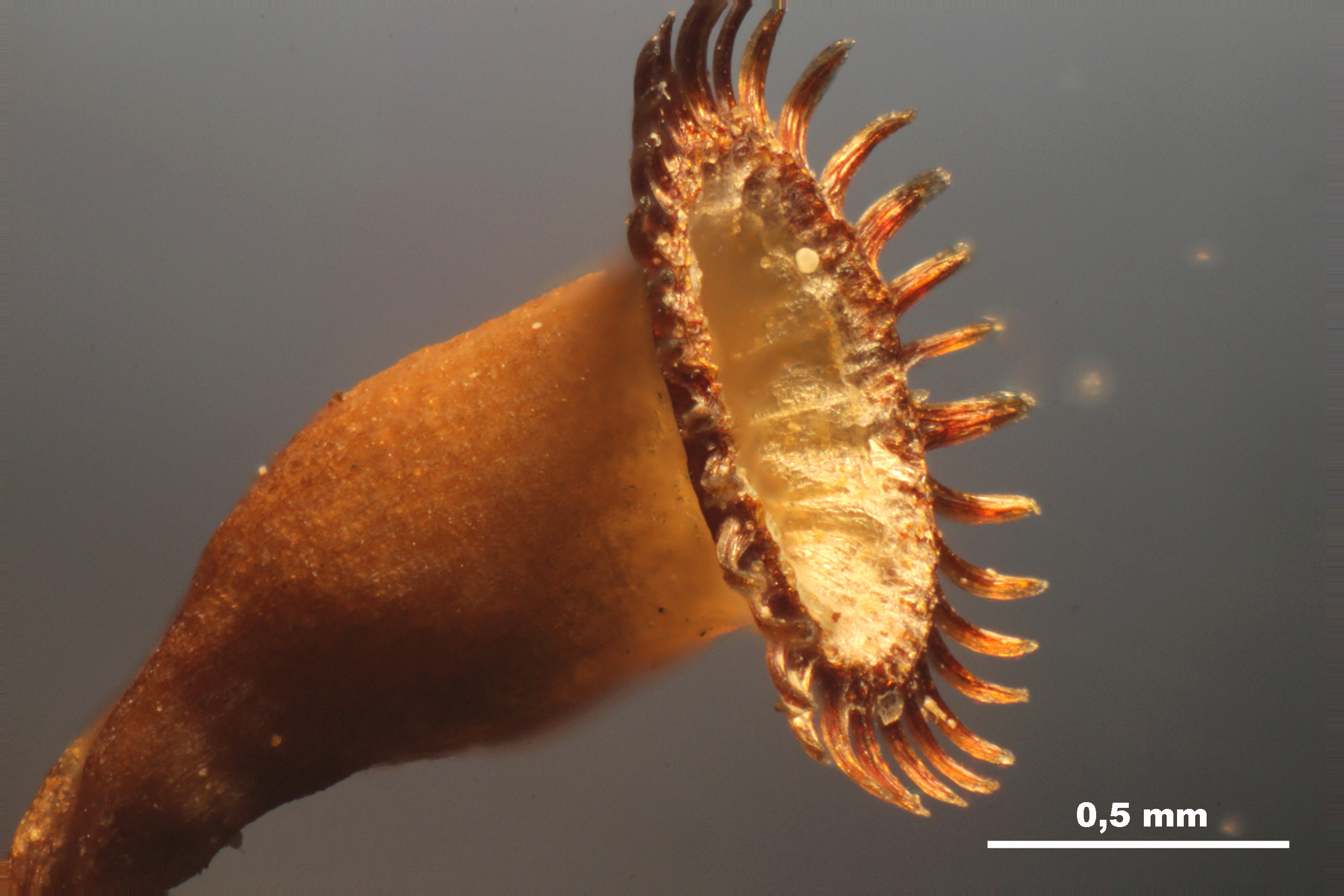
Sporenkapsel